# Franziskanerkirche St. Barbara mit Kloster (Mönchengladbach)

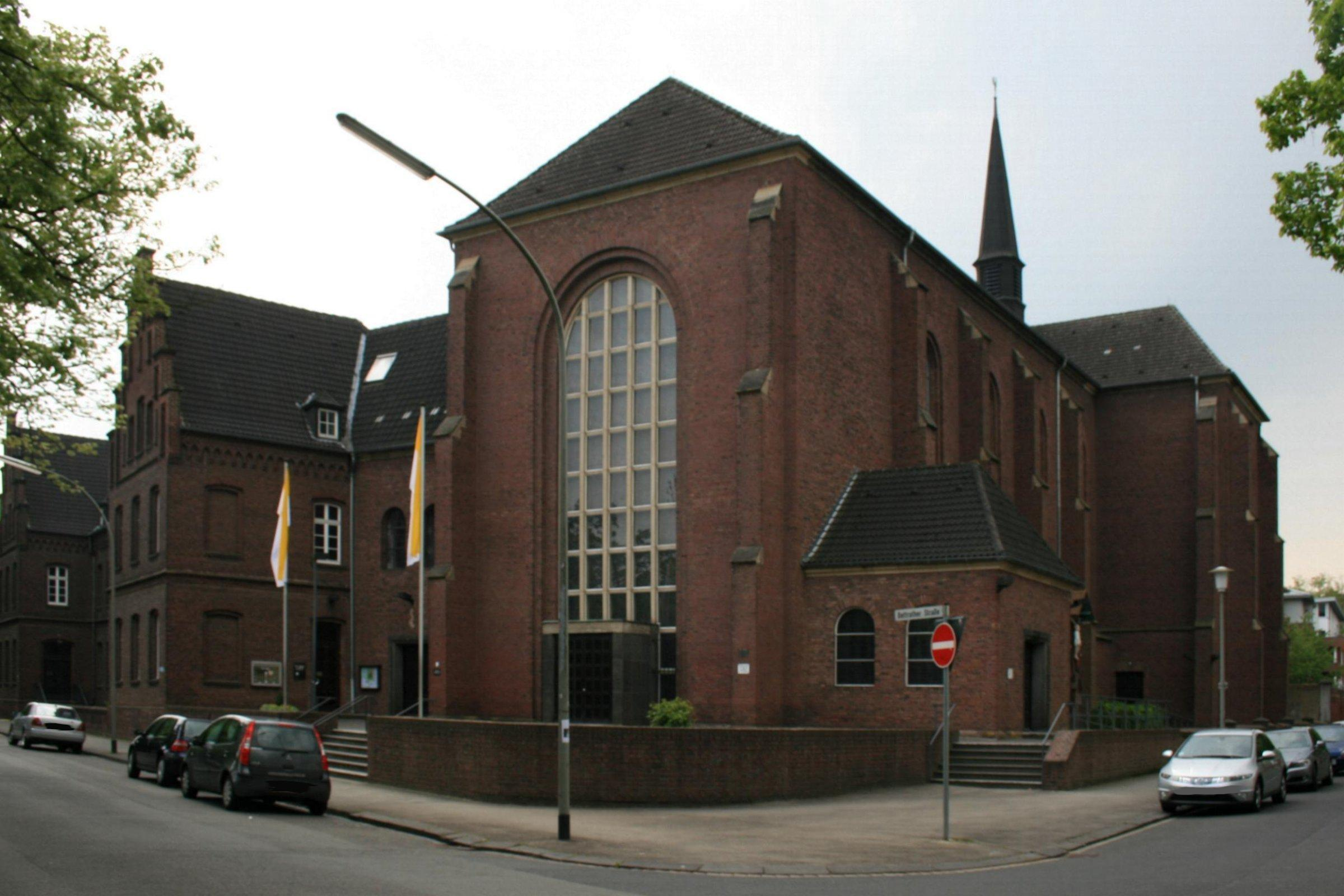
Kirche und Kloster (2010)

Die Franziskanerkirche St. Barbara mit Kloster steht in der Bettrather Straße 79 in Mönchengladbach (Nordrhein-Westfalen).
Die Kirche wurde 1892 erbaut. Sie ist unter Nr. B 130 am 6. Dezember 1994 in die Denkmalliste der Stadt Mönchengladbach eingetragen worden.

## Lage
Im nördlichen Stadterweiterungsgebiet gegenüber dem Bunten Garten liegt die vierseitig geschlossene Klosteranlage in Backsteinbauweise.

## Geschichte des Klosters

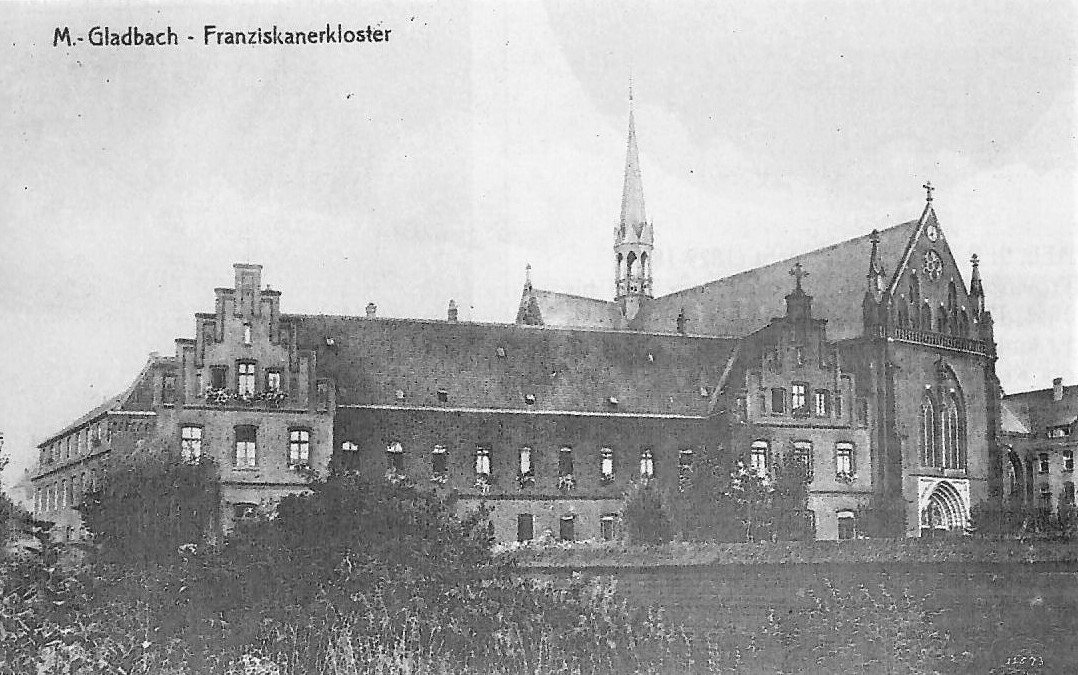
Kloster und Kirche um 1900

Die Franziskaner der Ordensprovinz „Saxonia“ gründeten 1889, in einer Aufschwungphase des Ordens nach der Säkularisation und dem Verbot im preußischen Kulturkampf, die Niederlassung in Mönchengladbach, die 1902 zum Konvent erhoben wurde. Anfangs gehörten zwei Patres und zwei Laienbrüder zu der Niederlassung, nach der Jahrhundertwende meist  acht Patres und sieben Brüder. 1929 ging der Konvent an die wiedererrichtete Kölnische Franziskanerprovinz („Colonia“) über. Das Grundstück von Kirche und Kloster gehörte der Mönchengladbacher Hauptpfarrei, die dafür im Dezember 1890 mehrere Parzellen von einem Hotelbesitzer, einem Kaufmann und einem Arzt erworben hatte. Die Franziskaner hatten zeitlich unbegrenzt die Nutzungsrechte an Grundstück und Gebäude; da das Kloster keine eigene juristische Person mit Kooperationsrechten war, musste die Kirchengemeinde alle Behördenangelegenheiten für die Franziskaner erledigen.
In Mönchengladbach waren bis in die 1960er-Jahre das Noviziat und die Ordenshochschule für die Priesterausbildung der Colonia, hier ist der Sitz des Provinzarchivs, der Provinzbibliothek und der 1978 gegründeten Johannes-Duns-Skotus-Akademie, die wissenschaftliche Schriften zum Leben und Werk des Franziskanergelehrten Johannes Duns Skotus und zur franziskanischen Geistesgeschichte und Spiritualität veröffentlicht und wissenschaftliche Tagungen hierzu veranstaltet. Bis 2005 war auch die Alten- und Pflegestation der Provinz in Mönchengladbach. Seit 2010 gehört das Kloster zur Deutschen Franziskanerprovinz.

## Architektur der Kirche

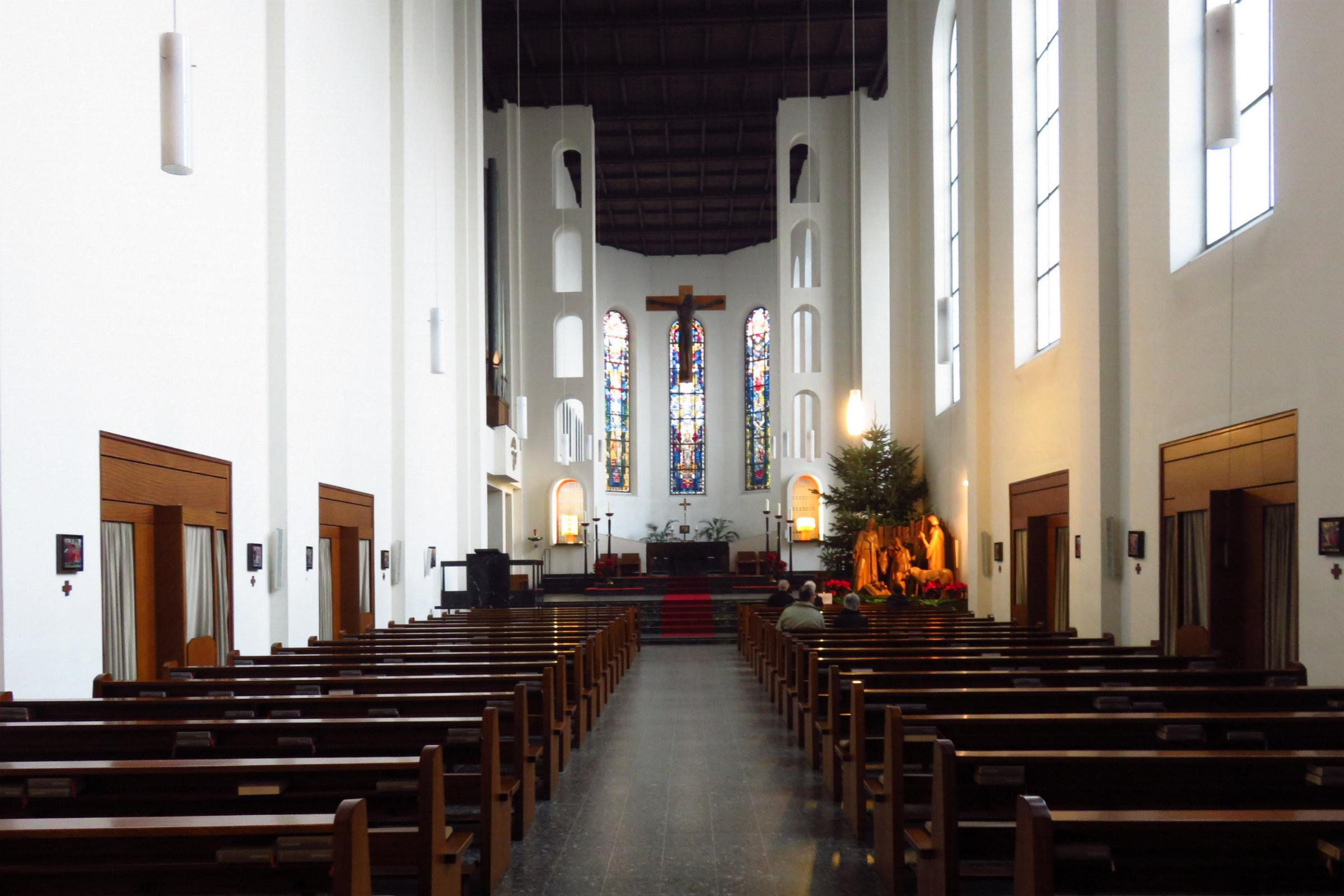
Inneres (2015)

Als denkmalwert sind das Kirchengebäude und der zur Bettrather Straße hin orientierte Klostertrakt von 1892 einzustufen sowie das gesamte Klostergelände einschließlich der umgebenden Mauern mit ihren zur Benediktiner Straße hin eingesetzten Dreieckreliefs.
Der Klostertrakt ist als zweigeschossiges, breit gelagertes Gebäude mit jeweils einem übergiebelten Eckrisalit ausgeführt. Waagerechte Gliederung durch stark abgesetztes Sockelgesims, umlaufendes Stockwerk- und Dachgesims. Alle Fenster sind gleichförmig segmentbogig überdacht und mit abgetrepptem Gewände und Sohlbank versehen. Im zurückliegenden Fassadenabschnitt in beiden Geschossen gleichmäßige Reihung von neun Fenstern; in den Risaliten jeweils drei und in den Giebelfeldern ebenfalls drei analog, aber kleiner dimensionierte und zur Gruppe zusammengefasste Fenster. Darüber ein einzelnes schmales Hochrechteckfenster.
Die Erschließung des Gebäudes erfolgt seitlich vom linken Gebäudevorsprung aus. Als Abschluss mäßig steil geneigte Satteldächer; die Dachfläche des Mittelteils wird durchbrochen von neun, die Fensterachsen fortführenden Gauben. Über der Vierung ein schlanker, spitz aufragender Dachreiter. Die sparsame Ornamentik beschränkt sich auf gemauerten Sägezahnfries (Stockwerkgesims), fein modellierten Spitzbogenfries und Giebelschmuck in Formen der Neugotik.
Das Kirchengebäude schließt unmittelbar an den Klostertrakt an. Es wurde 1892 zusammen mit diesem errichtet. Im Zweiten Weltkrieg wurde es stark durch Fliegerbomben beschädigt, die Gewölbe stürzten ein. Schon vor 1950 wurde due Kirche in der heutigen schlichteren Form wiederaufgebaut, mit Walmdach statt dem früheren Stufengiebel. Der nach Westen ausgerichtete Baukörper ist als einschiffige Saalkirche mit kreuzförmigem Grundriss ausgebildet. Zurückhaltende Gliederung der Backsteinfassaden durch Strebepfeiler und gleichförmig hoch ausgebildete Rundbogenfenster mit abschließenden Wasserschlägen. Die Eingangsfront auf der Ostseite wird dominiert von einem riesigen Rundbogenportal, das links flankiert wird von einem weiteren Zugang und rechts von zwei kleinen Rundbogenfenstern, die das Vestibül des Nebeneingangs belichten. In seiner Einfachheit eindrucksvoll ist der Kircheninnenraum.
Die ehemals gewölbte Decke ist durch eine flache Holzdecke ersetzt, der Raum schlicht schneeweiß getüncht. Einziger architektonischer Schmuck sind die beiden von Rundbögen durchbrochenen Pfeiler, die das Laienschiff vom langen Mönchschor trennen.

## Orgel
Die Kirche besitzt eine Orgel, die 1954 von Johannes Klais Orgelbau erbaut und 2012 durch Verschueren Orgelbouw erweitert wurde. Seitdem besitzt sie ein zweiteiliges schwellbares Auxiliar, das von jedem der drei  Manuale und dem Pedal aus gespielt werden kann. Die Orgel hat 40 Register auf  Kegelladen, die Spieltraktur ist elektro-pneumatisch, die Registertraktur elektrisch.
Disposition der Orgel
| I Hauptwerk C–g3  |
| Gedacktpommer 16′ |
| Principal 8′      |
| Rohrflöte 8′      |
| Harmonieflöte 8′  |
| Octav 4′          |
| Spitzflöte 4′     |
| Nasat 2 ⁄3′       |
| Octav 2′          |
| Mixtur 4-5f       |
| Trompete 8′       |

| II Positiv C–g3 |
| Weidenpfeife 8′ |
| Principal 4′    |
| Blockflöte 4′   |
| Hohlflöte 2′    |
| Sifflöte 1 ⁄3′  |
| Sesquialtera 2f |
| Scharff 4f      |
| Krummhorn 8′    |

| II Schwellpositiv C–g3 |
| Holzflöte 8′           |
| Quintadena 8′          |
| Metallflöte 4′         |
| Principal 2′           |
| Cymbel 3-4f            |
| Schalmey 8′            |

| Auxiliarwerk A C–G3 |
| Violprincipal 8′    |
| Nachthorngedeckt 8′ |
| Gambe 8′            |
| Vox Coelestis 8′    |
| Traversflöte 4′     |

| Auxiliarwerk B C–g3 |
| Fagott 16′          |
| Trompete 8′         |
| Klarine 4′          |
| Kornett 2-5f        |

| Pedal C–f1        |
| Principalbass 16′ |
| Subbass 16′       |
| Zartbass 16′      |
| Quintbass 10 2⁄3′ |
| Octavbass 8′      |
| Gedacktbass 8′    |
| Choralbass 4′     |
| Nachthorn 2′      |
| Posaune 16′       |

- Koppeln: II/I, III/I, III/II, I/P, II/P, III/P, A/I, A/II, A/III, A/P, B/I, B/II, B/III, B/P
- Spielhilfen: Pedal 2, 1 feste Kombination („Tutti“), 2 freie Kombinationen, Tutti, Crescendowalze, Zungeneinzelabsteller